# Aethionectes flammulatus
Aethionectes flammulatus är en skalbaggsart som beskrevs av Zimmermann 1928. Aethionectes flammulatus ingår i släktet Aethionectes och familjen dykare. Inga underarter finns listade i Catalogue of Life.